# Bleu de Gex

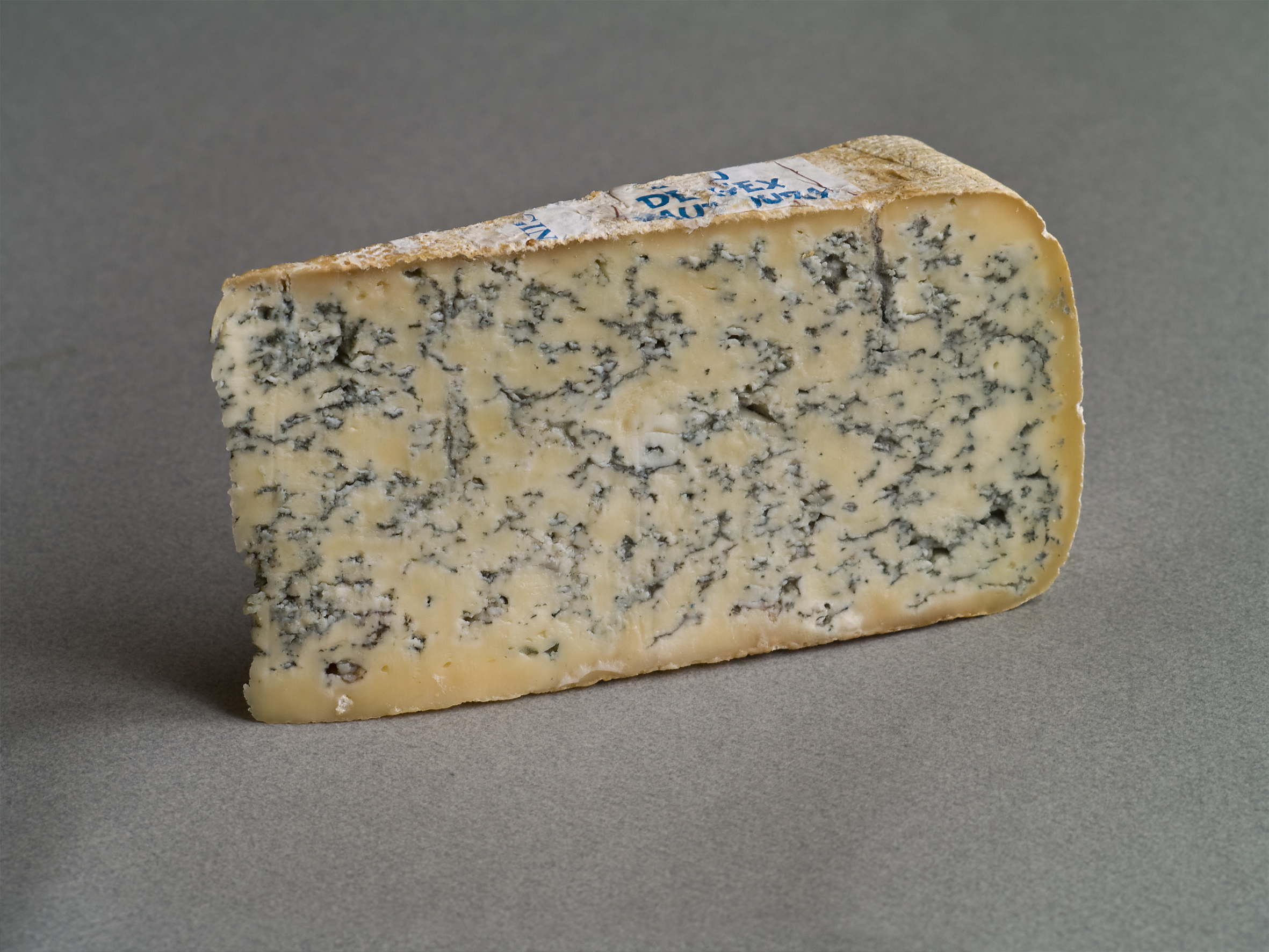
Brânza Bleu de Gex

Bleu de Gex Haut-Jura (literalmente „Albastrul din Gex Haut-Jura”) sau Bleu de Septmoncel (lit. „Albastrul din Septmoncel”) este  o brânză franceză din lapte de vacă, cu pastă cu mucegai (denumită de obicei „brânză albastră” în Franța). 
Se produce pe platourile din Munții Jura, care se întind în departamentele Ain și Jura, în special în comuna Gex și comuna Septmoncel, al cărei nume îl poartă. Originea brânzei datează din secolul al XIII-lea, după ce călugări de la mănăstirea Saint-Claude au introdus în regiunea tehnici noi de producție ai brânzei.
Se prezintă sub forma de roată cilindrică plată (în franceză meule), cu diametrul de 31-35 cm și greutatea între 6 și 9 kg. Pasta este de culoare albă sau ivoriu, marmorată cu mucegai albastru-verzui (Penicillium Roqueforti) destul de pal, distribuit uniform. Cuvântul „Gex” este imprimat pe coaja prin ștanțare. Gustul fiind delicat și dulce, brânza Bleu de Gex poate fi folosită în preparate alimentare, și anume în fondue (brânză topită).
Brânza Bleu d'Auvergne face obiectul unei denumiri de origine controlată (AOC) în Franța din anul 1977 și al unei denumiri de origine protejată (AOP) în Uniunea Europeană din anul 2008. Zona delimitată a denumirii se întinde pe 135.000 hectare. Producția de Bleu de Gex AOP era de 558 tone în anul 2010.